# Otto Bauknecht

Köln, Polizeipräsidium
Amts- und Wohnsitz von Otto Bauknecht

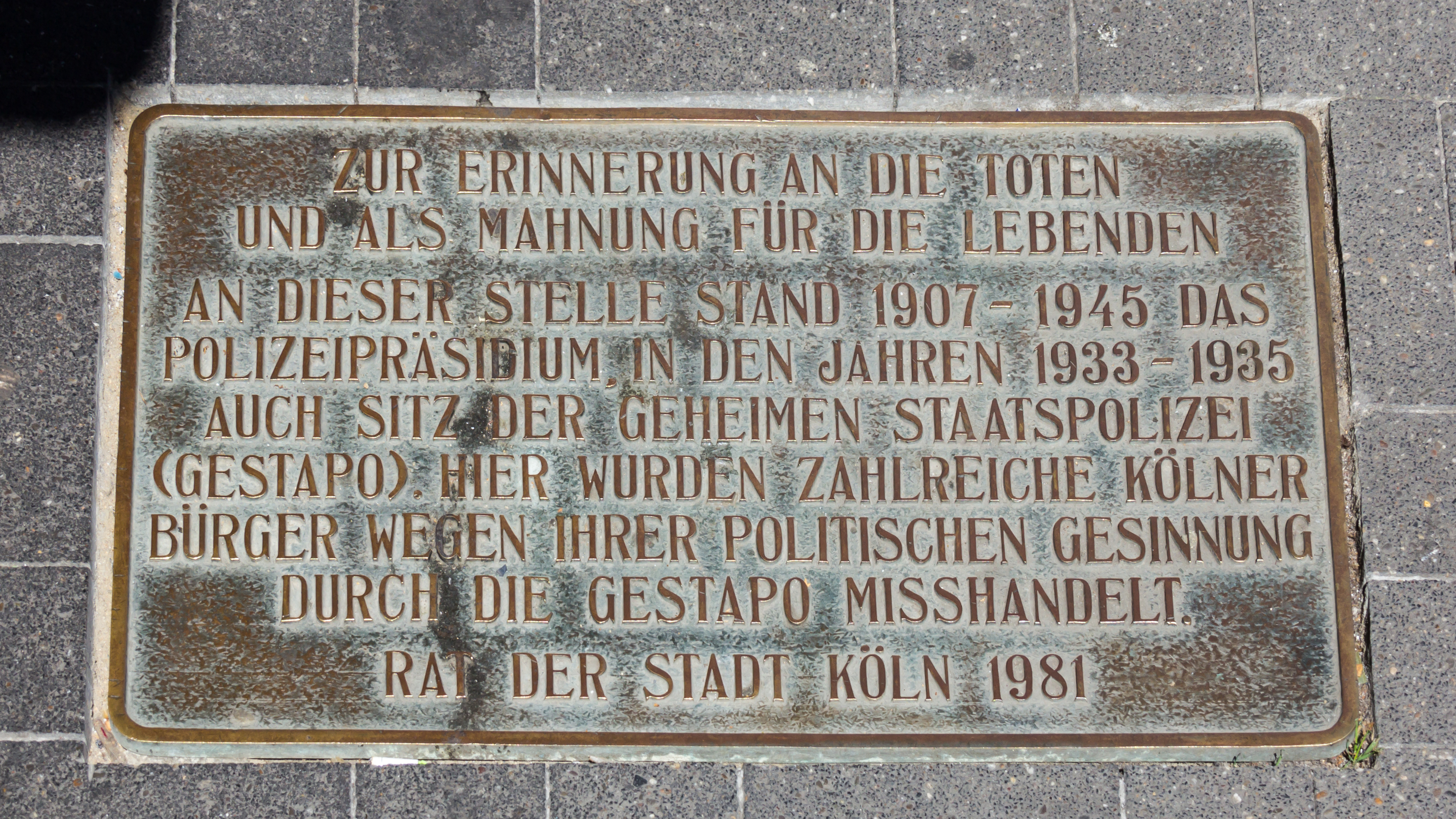
Gedenktafel vor dem früheren Standort des Präsidiums

Carl Otto Bauknecht (geboren 7. März 1876 in Stuttgart; gestorben 2. Juni 1961 in Bad Cannstatt) war ein deutscher Verwaltungsbeamter und von 1926 bis 1932 Polizeipräsident von Köln. Mit Bauknechts Abberufung in Köln endete dort die Politik der Eindämmung des „nationalen Lagers“. Sein konservativ-nationaler Nachfolger, der Karrierebeamte Walther Lingens trug durch seine Neuausrichtung gegen die „politische Linke“ wesentlich zur reibungslosen Machtübernahme der Nationalsozialisten in Köln bei.

## Leben

### Herkunft und Werdegang bis 1918
Bauknecht war der Sohn des Schreiners Wilhelm Gottlieb Bauknecht und dessen Ehefrau Anna Barbara Bauknecht, geborene Keck. Nach einer vierjährigen Lehrzeit im lithographischen Gewerbe war er für ein Jahr in der Schweiz und ein weiteres in Plunnberg tätig, bevor er seinen Wehrdienst im Grenadier-Regiment „Königin Olga“ ableistete. Später wurde er Gewerkschaftssekretär in Köln und dort 1907 Gauleiter im Verband der Lithographen, Steindrucker und verwandter Berufe in Köln (Graphisches Gewerbe). Bauknecht trat wohl bereits in jungen Jahren der SPD bei.
Von 1914 bis 1918 nahm Otto Bauknecht am Ersten Weltkrieg teil. Ab Juni 1915 gehörte er den deutschen Einheiten an, die in Russland kämpften und rückte mit diesen bis zur Beresina vor. Von Juni 1916 bis Kriegsende stand er an der Westfront in dort aktiven Regimentern.

### 1918 bis 1926
Im Verlauf der Novemberrevolution gehörte er im November und Dezember 1918, wie die späteren Kölner Polizeipräsidenten Paul Runge und Karl Zörgiebel, dem Kölner Arbeiter- und Soldatenrat an. Im darauffolgenden September 1919 erhielt Bauknecht seine Ernennung zum sozialpolitischen Referenten des Reichskommissars für die besetzten rheinischen Gebiete, dem vorherigen Kölner Regierungspräsidenten Karl von Starck und nach dessen Abschied 1921 von dessen Nachfolger, Fürst Paul Hermann von Hatzfeld-Wildenburg, mit Dienstsitz in Koblenz. Noch bevor das Reichskommissariat seine Arbeit im April 1923 in der bis dahin bestehenden Form beendete, wechselte Bauknecht zum 1. Februar 1923 als Referent in das preußische Innenministerium (Berufung 1. Dezember 1922), wo er dann zum 1. März 1923 die Ernennung zum Ministerialrat erhielt. Von 1921 bis 1924 gehörte er dem Provinziallandtag der Rheinprovinz für die SPD an.
Der preußische Innenminister Carl Severing hatte am 15. Juli 1922 ein Verfahren zur Wiederbesetzung der abberufenen Regierungspräsidenten von Koblenz (Albert Heinrich von Gröning) und Aachen eingeleitet. Severing schlug zur Besetzung der Koblenzer Stelle Bauknecht vor, womit ein zweiter Sozialdemokrat als Regierungspräsident in der Rheinprovinz eingesetzt würde. Hiergegen gab es jedoch massiven Widerstand aus dem Zentrum, der Deutschen Volkspartei und dem Rheinischen Bauernverein. Die Krise löste sich erst am 1. November 1922 mit dem nunmehrigen Vorschlag, den Oberpräsidialrat Paul Brandt vom Oberpräsidium der Rheinprovinz in Koblenz an die Spitze des dortigen Regierungspräsidiums zu befördern.

### Polizeipräsident in Köln
Am 15. Oktober 1926 trat Otto Bauknecht die Nachfolge von Karl Zörgiebel als Polizeipräsident in Köln an. Wie seine Vorgänger Runge und Zörgiebel war auch Bauknecht Sozialdemokrat, womit aber nur das Präsidium unter sozialdemokratischer Führung stand. Einen Rückschluss auf eine sozialdemokratisch oder republikanisch gesinnte Polizei lässt diese Kontinuität nicht zu. In der Praxis waren die wiederzubesetzenden Leitungsstellen bereits kurz nach dem Ersten Weltkrieg wieder bevorzugt mit früheren Heeres- und Freikorpsoffizieren besetzt. Die kaisertreuen Beamten hatten weiterhin das Sagen. Die Situation im Reich wird auch in Köln grundlegend gegolten haben.
Die Kölner Polizeiverwaltung entwickelte sich bis zur Mitte der 1920er Jahre zu einer in ihrer Organisation fortschrittlichsten in Preußen und im gesamten Reich. Im Unterschied zu den meisten Städten der Rheinprovinz unterstand die Polizei in Köln seit Anfang des 20. Jahrhunderts nicht mehr der Kommune, sondern dem preußischen Staat, was sich unmittelbar positiv auf deren Ausstattung auswirkte. Seit den 1920er Jahren verfügte sie zudem über eine differenzierte innere Organisation, die sowohl eine Landeskriminalpolizeistelle umfasste als auch eine selbständige Mordkommission. Der Polizeipräsident war in diesem Zusammenhang daran interessiert, die politisch relevanten Stellen mit loyalen und demokratischen Kräften zu besetzen, was in besonderer Weise für den Staatsschutz galt. Der politischen Polizei gelang es in Köln dabei, bis in die obersten Führungsebenen von NSDAP und KPD Gewährsmänner zu installieren, die sie jederzeit und detailliert über Gespräche auf allen Ebenen in Kenntnis setzte.
Nach Berichten des Regierungspräsidenten in Köln an das Oberpräsidium der Rheinprovinz in Koblenz „war Bauknecht genau über die meisten Interna des Apparates der KPD-Mittelrhein unterrichtet“. Er hatte zumindest im Zeitraum von 1927 bis 1929 über einen Funktionär in „leitender Stellung“ Zugriff auf vertrauliche Informationen. Nach Günter Bers müsste diese Person, deren Identität nicht öffentlich wurde, Mitglied der Bezirksleitung gewesen sein, vermutlich zugleich Kölner Stadtverordneter oder zumindest Bürger. Seitens des Oberpräsidiums wurden Bauknecht mehrfach (vermutlich regelmäßig halbjährlich) persönlich Geldbeträge von je 1500,-- Reichsmark übergeben. Einem Begleitschreiben zu der Anweisung von Oktober 1927 steht hierzu: „Hiernach sind … aus den überwiesenen Mitteln alle Ausgaben für Übermittlung von geheimen Nachrichten landespolitischer Natur einschließlich der Anwerbung und Abfindung von Vertrauenspersonen zu bestreiten.“ Nach der Aktenlage ist nicht belegt, ob auch der KPD-Funktionär Empfänger zumindest eines Teilbetrages dieser Beträge war. Die jüngeren, noch in Köln befindlichen Akten des Kölner Polizeipräsidiums, gerieten 1944 als Folge der Luftangriffe in Verlust.
Vor den Reichstagswahlen im September 1930 erreichte der auf der Straße ausgetragene Wahlkampf eine zuvor nicht gekannte Intensität. Otto Bauknecht verfasste hierzu einen Geheimbericht an den Kölner Regierungspräsidenten. 

„Besonders Nationalsozialisten und Kommunisten führten den Wahlkampf in einer beispiellos rücksichtslosen und brutalen Weise durch. [...] Auch in den in großer Zahl verteilten Flugblättern und in den angeschlagenen Plakaten versuchte man die Gegner in Wort und Bild herabzuwürdigen. [...] Die Nationalsozialisten und Kommunisten gingen auch dazu über, Häuser, Mauern, Zäune pp. durch wilde Klebekolonnen plakatieren zu lassen. Vielfach beschmierten die Kolonnen auch die Häuser pp. mit ihren Wahlparolen in Ölfarbe, rissen die Plakate der Gegner ab oder machten sie durch Bestreichen mit Teer oder Farbe unleserlich.“

Die Kölner Polizei unter der Führung von Otto Bauknecht erreichte zumindest temporär, die örtlichen Nationalsozialisten stärker zu behindern. Bauknecht leitete die Dienststelle während der wesentlichen Jahre des Aufstiegs der NSDAP zu einer Massenbewegung. Sie erhoben den Vorwurf, die Polizei sei auf dem linken (KPD) Auge blind und ihnen gegenüber besonders wachsam. So wurde behauptet, dass „der marxistische Polizeipräsident Bauknecht ... fachlich wie moralisch der für sein Amt ungeeignetste, den es in Köln überhaupt zu finden gab“ sei. Der Hass der Nationalsozialisten gegen die von ihnen sogenannte „Bauknechtpolizei“ und das „System Bauknecht“ ging so weit, dass selbst höchste Repräsentanten tätlichen Angriffen ausgesetzt waren.

### Auseinandersetzung mit Robert Ley

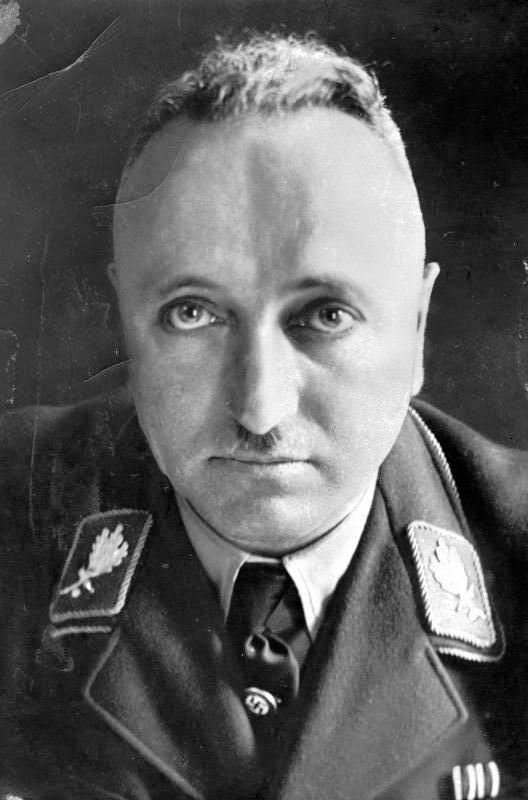
Robert Ley im Jahre 1933

Wenige Monate nach Dienstantritt Bauknechts in Köln begann dessen Auseinandersetzung mit Robert Ley. Letztlich auslösend war möglicherweise der Verlauf einer Veranstaltung in einem Hotel in Nastätten am 6. März 1927 unter dem Titel „Das wahre Gesicht des Nationalsozialismus oder die Gefahr der völkischen Bewegung“. Ley organisierte, nachdem er von dem Tenor des Vortrags Kenntnis erlangt hatte, SA- und SS-Einheiten aus Köln und der Region (Wiesbaden und Koblenz) zu einer gemeinsamen Aktionsfahrt nach Nastätten, um dort eine eigene Veranstaltung aufzuziehen. Gegen 16:00 Uhr trafen 125 Nationalsozialisten in Nastätten ein, nachdem die angemeldete Veranstaltung bereits zu Ende war. Ley hielt, da die zunächst aufgesuchten Räumlichkeiten zu eng zu werden drohten, eine Rede auf dem Marktplatz, während seine angereisten Anhänger Parolen grölend und Flugblätter verteilend durch den Ort zogen. Während eines hieraus entstehenden Handgemenges fiel durch einen bedrängten Gendarmen ein Schuss. Der Ley-Sympathisant Wilhelm Wilhelmi starb sofort. Zu ihrer eigenen Sicherheit flohen die Gendarmen daraufhin in das Hotel, während Ley seine Männer wieder antreten ließ und unter Kontrolle brachte. Bei dem Versuch, im weiteren Verlauf des Nachmittags bei Lahnstein den Rhein zu queren, erfolgte die Festnahme der Gruppe um Ley durch verstärkte Polizeieinheiten.
Folge der Nastättener Aktion war die Auflösung der größeren NSDAP-Ortsgruppen in Köln und Wiesbaden sowie mehrerer kleinerer, wie Leys eigener in Wiesdorf, durch die Zivilbehörden sowie das zeitweise ausgesprochene Verbot des Westdeutschen Beobachters. Die Ortsgruppe Köln blieb für mehr als ein Jahr verboten.
Ley begann hiernach einen Rachefeldzug gegen Bauknecht, der jenem zwischen Goebbels und dem stellvertretenden Berliner Polizeipräsidenten Weiß an Intensität nicht unähnlich war. In einem Beschwerdebrief vom 8. April 1927 warf Ley Bauknecht vor, die bürgerlichen Rechte der Nationalsozialisten zu missachten und die Fundamente des zu schützenden Staates auszuhöhlen, „mit einer Energie und einem rücksichtslosen Zielbewußtsein, die selbst Metternische Methoden und Polizeimittel in den Schatten stellten.“ Leys Brief endete mit der Ankündigung: „Sie dürfen versichert sein, daß der Kampf um das Dritte Reich fortschreitet, ohne über polizeiliche Verfügungen zu stolpern.“ Fortan war die „Bauknechtpolizei“ ein vom Westdeutschen Beobachter bevorzugt angegriffenes Objekt.
Das von Bauknecht nach den Vorkommnissen in Nastätten verhängte Verbot der Kölner NSDAP-Ortsgruppe umging diese durch Neugründung in anderer Form. Otto Bauknecht schrieb daraufhin „zur Vermeidung von Zweifeln“ an Robert Ley, dass er dieses Manöver durchschaue. Ley antwortete am 6. November 1927 in einem offenen Brief auf der Titelseite des ihm zugehörenden Westdeutschen Beobachters:
„‚Zur Vermeidung von Zweifeln‘ glauben Sie, uns bereits zum wiederholten Male Ihre Verbote ins Gedächtnis rufen zu müssen. Meinen Sie, daß sie dadurch wirksamer sind? Im Gegenteil! Sie dürften dadurch nur früher der Lächerlichkeit anheimfallen. Je lauter der Hund bellt, um so weniger beißt er.“ Ley fährt in seinem beleidigenden Stil fort, in dem er den vormaligen Arbeiter Bauknecht mit dessen aristokratischen Vorgängern zu vergleichen sucht:
„Von Ihren monarchistischen Vorgängern haben Sie sich die gesellschaftlichen Manieren und deren instinktlose Unterdrückungsmethoden zu eigen gemacht. Jedoch fehlt Ihnen der Mut und die Fähigkeit, Ihr hohes Amt bis zur letzten Konsequenz auszufüllen.
‚Zur Vermeidung von Zweifeln‘ teilen wir Ihnen mit, daß wir alle unermüdlich in Wort und Schrift unser verfassungsmäßiges Recht auf Verbreitung der nationalsozialistischen Idee gebrauchen werden. Moralisch, verfassungsmäßig und gesetzlich bestehen die Verbote zu Unrecht. Verbieten Sie, wir arbeiten! ...
Herr Polizeipräsident, treten Sie ab, Jungdeutschland gehört die Stunde!“
Am 23. April 1932 griff Robert Ley, der sich in Begleitung eines NS-Schlägertrupps befand, nach vorausgehenden wiederholten Provokationen im Kölner Weinhaus Gebrüder Deis den dort nach einer SPD-Wahlveranstaltung eingekehrten Parteivorsitzenden Otto Wels und den ihn begleitenden Otto Bauknecht tätlich an. Dabei zerschlug Ley eine Weinflasche auf dem Kopf von Bauknecht und verletzte diesen schwer. Ley wurde für diesen Zwischenfall, ebenso wie ein weiteres NSDAP-Mitglied, zu einer dreimonatigen Gefängnisstrafe verurteilt.

### Absetzung 1932
Infolge des staatsstreichartigen Preußenschlags vom 20. Juli 1932 musste Bauknecht seine Stellung als Polizeipräsident räumen, nachdem der von Reichskanzler Franz von Papen eingesetzte Reichskommissar Franz Bracht noch am selben Tag eine Entlassungswelle ankündigte. Mittels eines Staatstelegramms vom 21. Juli 1932 wurde er in den einstweiligen Ruhestand versetzt, es sollte die einzige Absetzung in der Rheinprovinz nach dem Preußenschlag bleiben. Bauknecht suchte umgehend um Urlaub nach. In den Zeitungen war zugleich zu lesen, das Bauknecht gegen die einstweilige Versetzung in den Ruhestand nicht opponieren wolle, „wohl aber gegen die Maßnahme Protest erheben unter Wahrung seines Rechtsstandpunktes“. An von Papen erklärte er in einem Telegramm, „das ich auf Grund meines auf die Verfassung geleisteten Eids solange in Gewissenskonflikt bin, bis der Staatsgerichtshof in der Frage der Beamtenentlassung endgültig gesprochen hat. Gegen meine Absetzung lege ich Verwahrung ein und füge mich Ihrer Anordnung nur, um nicht unnötig die mir unterstellte Beamtenschaft zu beunruhigen.“
Zugleich bat er in einem „Aufruf an die Kölner Bevölkerung“, man solle „Ruhe und Ordnung bewahren“ angesichts der nach seiner Entlassung in der Kölner Bevölkerung sichtbaren starken Verunsicherung. In den hausinternen Amtlichen Bekanntmachungen des Präsidiums verabschiedete er sich mit einer Notiz vom 22. Juli 1932 von seinen Mitarbeitern: „Ich scheide in der Überzeugung, daß während meiner Amtszeit die Kölner Polizei ihre Aufgabe pflichtgemäß erfüllt und der preußischen Republik treu gedient hat.“

„Soweit er die Dinge übersehen könne, wäre die Ruhe und Sicherheit in Preußen nicht mehr und nicht weniger gestört gewesen als in den übrigen Ländern Deutschlands. Man habe nur einen Grund gebraucht, um indirekt gegen die sozialdemokratischen Vertreter in der Regierung vorgehen zu können. Die Nationalsozialisten seien seines Erachtens in dem Moment, als das Uniformverbot aufgehoben wurde, der provozierende Teil im ganzen Deutschen Reich gewesen.“

Am Tag nach Bauknechts Auftritt auf der Kundgebung verfügte das nach Absetzung von Carl Severing unter der Leitung des Reichskommissars Franz Bracht stehende preußische Innenministerium am 25. Juli 1932 die kommissarische Einsetzung seines Nachfolgers Walther Lingens als neuer Polizeipräsident in Köln.

### Nach 1932
Unmittelbar nach der nun auch formellen Entlassung im März 1933, nach der „Machtergreifung“ durch die Nationalsozialisten, wurde Bauknecht am 10. März 1933 verhaftet und zunächst im Kölner Stadtgefängnis, dem sogenannten Klingelpütz, inhaftiert. Gemeinsam mit Karl Zörgiebel folgte dann um den 20. August die Verlegung in das Konzentrationslager Brauweiler. Bauknecht und Zörgiebel waren vor der „Machtergreifung“ sowohl gegen den Straßenterror der SA als auch gegen Ausschreitungen von kommunistischer Seite eingeschritten, beide Seiten begleiteten sie daher mit erbitterter Feindschaft. Von Seiten der Nationalsozialisten galten sie als „diejenigen, die 'nationalsozialistische Freiheitsbewegung' 'niedergeknüppelt' hatten.“ Weitere Inhaftierungsorte waren bis April 1934 die Justizvollzugsanstalt Wittlich und ein Jahr darauf das KZ Lichtenburg.
Am 21. August 1933 erschien in der Essener Nationalzeitung, dem örtlichen Organ der Nationalsozialisten, ein ganzseitiger Artikel des Essener Journalisten Herbert Koch. Dieser hatte zuvor das Konzentrationslager Brauweiler in Gemeinschaft mit Kriminalrat Maslak, einem Angehörigen der Politischen Abteilung der Kriminalpolizei Essen besucht. Koch verhöhnte in seinem Bildbericht die in Brauweiler inhaftierten politischen Gefangenen, wobei er sich mit nachstehenden Worten auf die zum Besuchszeitpunkt noch nicht in Brauweiler befindlichen Zörgiebel und Bauknecht sich ausließ „Leider entgeht uns eine kleine Sensation, diese Erziehungsarbeit an zwei Leuten kennenzulernen, die es besonders verdient haben, die Herren Zörgiebel und Bauknecht, die zwei Tage nach unserem Besuch in Brauweiler eingeliefert werden sollen. Diese Bonzen und Volksverräter einmal strammstehen zu sehen – so friedfertig sind wir nicht, um uns darüber nicht herzlich amüsieren zu können.“
Mit seiner Freilassung und der Aufhebung des Berufsverbotes nahm er 1936 in Stuttgart eine Betätigung in seinem erlernten Beruf, als Lithograph auf. Zwischenzeitlich in Stuttgart-Plieningen wohnhaft, wurde Bauknecht am 23. August 1944 als Schutzhäftling in das KZ Dachau verbracht, aus dem er nach einem Monat am 23. September 1944 zurückkehrte. Bei Ende des Dritten Reichs und des Zweiten Weltkriegs engagierte Bauknecht sich schließlich auch wieder politisch und gewerkschaftlich. Zuletzt war er von 1946 bis 1948 Bezirksvorsteher in Stuttgart-Plieningen.
1968 ehrte die Stadt Köln sowohl Otto Bauknecht als auch Karl Zörgiebel mit der Benennung einer Straße in dem Neusiedlungsgebiet Seeberg, dem Bauknechtweg (Lage) bzw. der Zörgiebelstraße.

### Familie
Der Protestant Otto Bauknecht heiratete am 12. Juni 1902 in Stuttgart Amalie Storz (geboren 14. Oktober 1874 in Stuttgart; gestorben 25. November 1942 in Neuss), die Tochter eines Bäckermeisters. Das Ehepaar hatte zwei Söhne, den Juristen Otto und den Mediziner Paul.
Otto Bauknecht, der erstgeborene Sohn, kam am 29. November 1902 in Stuttgart zur Welt. Er studierte in Bonn Rechtswissenschaften und wurde am 24. Januar 1927 dort auch mit der Arbeit Die Haftung des Schuldners für Hilfspersonen nach § 278 BGB unter besonderer Berücksichtigung des Art. 101 Schweiz. Obligationsrecht zum Dr. jur. promoviert. Nachfolgend während des Referendariats in Berlin sich aufhaltend, war er nach Aussage seiner Ehefrau Ida Bauknecht, die ebenfalls promovierte Juristin war, vor 1933 innerhalb der sozialdemokratischen Bewegung aktiv. Zu Beginn der 1930er Jahre waren beide als Landrichter tätig. 1939 trat Otto Bauknecht in die NSDAP ein. Seine letzte Beförderung während der NS-Zeit zum Landgerichtsdirektor blieb nicht ohne Komplikationen, doch verhalf ihm hier wohl seine fachliche Qualifikation zur Einnahme der Stelle. Während der Besetzung Luxemburgs (1940 bis 1944) durch das Deutsche Reich fand Bauknecht als Richter Einsatz am dort eingesetzten Sondergericht. Während eines 1948/49 in Luxemburg durchgeführten Strafverfahrens gegen die an diesem Gericht tätigen Richter erhielt Bauknecht eine 4-jährige Gefängnisstrafe zugesprochen, die er allerdings nicht antrat. Vielmehr wurde Bauknecht in Rheinland-Pfalz am dort zum 1. Januar 1950 errichteten Landgericht Bad Kreuznach im Jahr 1956 die Präsidentschaft angetragen. Am 12. März 1964 wurde er schließlich zum Präsidenten des Justizprüfungsamtes in Mainz ernannt, eine Funktion in der ihm die Aufsicht über die Ausbildung des juristischen Nachwuchses oblag und die er bis zu seiner Versetzung in den Ruhestand Ende des Jahres 1967 wahrnahm.
Der jüngere Sohn Paul wurde am 17. Januar 1907 in Stuttgart geboren, besuchte nach dem Umzug der Eltern nach Köln für vier Jahre die Volksschule in Sülz und anschließend die Realgymnasien in Lindenthal, Koblenz und Berlin-Schmargendorf. Auf letzterem legte auch am 25. Februar 1927 das Zeugnis der Reife ab und studierte in der Folge, nach dem neuerlichen Umzug der Eltern an der Universität zu Köln bis zur Ablegung der ärztlichen Vorprüfung Medizin. In Berlin absolvierte er im Weiteren das erste klinische Semester, bevor er in Köln die weiteren belegte. Dort bestand Paul Bauknecht auch am 23. Februar 1933 das ärztliche Staatsexamen und wurde 29. November 1934 mit der Ausarbeitung Beitrag zur Wirkung einer Narkotika auf das Froschherz zum Dr. med. promoviert.